# Iudex
La palabra iudex significa «juez» en latín. El iudex es una de las magistraturas del derecho romano y designa a la persona encargada de decidir de forma objetiva e imparcial un conflicto sometido a su decisión, por lo general por disposición de las partes. El iudex desarrollaba el proceso y dictaba la sentencia.
El iudex era juez por excelencia con actuación en la etapa in iudicio del proceso. Ante él las partes ofrecían y producían las pruebas, tocándole decidir la suerte del litigio con la sentencia, la que debía ajustarse al derecho que los contendientes invocaban. Su nombramiento se efectuaba a propuesta del actor o por sorteo de listas confeccionadas por el magistrado para cada litigio y debían exponerse en el foro.
Es el magistrado encargado de la segunda fase del Procedimiento Formulario, conocida como apud iudicem, o fase ante el juez (iudex). Esta fase es la que sigue a continuación de la fase in iure (ante el pretor).
El iudex debe solucionar el conflicto sometido a su competencia, para lo cual debe decidir si otorga o no derecho a uno u otra de las partes intervinientes en el litigio. Para ello emite una sentencia, con efecto de cosa juzgada, la cual se funda en su opinión crítica y objetiva.

## Tipos de jueces
En el derecho romano se distinguen varias clases de iudex, cada uno de ellos especializado en asuntos o materias especiales, además de ser distinta su composición.
Los iudices propiamente dichos eran de dos tipos:
- Los centumviri constituían un tribunal colegiado compuesto por 105 miembros. Tuvieron competencia en los derechos de familia y el de las sucesiones, teniendo particularmente competencia en esta última en lo concerniente a la inoficiosidad de los testamentos, fruto de la labor del colegio centuviral.

- Los decenviri sitilitibus iudicandis pertenecían a un tribunal colegiado y eran los jueces encargados de conocer los procesos de libertad de las personas sui iuris para pasar a ser alieni iuris. Eran entendidos en las cuestiones de estado y de libertad.

El iudex, el arbiter y el tribunal de los recuperatores tuvieron en Roma el carácter de jueces no permanentes.
- El arbiter era un juez con mayor discrecionalidad que el iudex, ya que no se veía constreñido en su función a las pautas señaladas por el magistrado, tanto en lo referente a la apreciación de los hechos, cuanto al derecho que los litigantes pretendían hacer valer.

- Los recuperadores eran tres o cinco jueces, elegidos por las partes. Al principio sólo tuvieron competencia en asuntos de carácter internacional, para actuar más adelante en los juicios entre ciudadanos, subsistiendo para asuntos de jurisdicción voluntaria, como los relativos a la manumisión de esclavos, en época de la cognitio extra ordinem.

Los iudices quaestionis se ocupaban de presidir los tribunales en determinadas causas como las relativas a res repetundae.

## Competencia de los jueces
La esfera de desenvolvimiento o de desempeño de la competencia del iudex es la fase apud iudicem, en la cual el juez tenía ciertas características:
- La actuación del juez es oral, con lo que se buscaba acelerar el proceso, por lo menos en esta fase.

- Esta fase era pública, cualquier persona podía observar el litigio, sin necesidad de ser parte o estar interesado en él.

- Rige además el principio de inmediación, es decir, el iudex examina personalmente las pruebas, que eran carga de las partes litigantes del proceso.

- Las pruebas eran tasadas por el iudex, respecto a una jerarquía de estas.

- Testigos, no haciendo distinción acerca del número permitido para ellos.

- Documentos o instrumenta ('instrumentos'), ya fuesen declaraciones por escrito de los testigos (las testationes) o documentos varios, como por ejemplo, testamentos, libros de cuentas bancarias, etc.

- Inspección ocular del juez.

- Peritos, personas expertas o técnicas en un asunto o materia. Entregan un informe al iudex.

- Juramento. Estos se hacían en nombre del dios Júpiter.